# Huawei
A Huawei Technologies Co. Ltd. (egyszerűsített kínai írás: 华为技术有限公司, pinjin: Huáwéi Jìshù Yǒuxiàn Gōngsī, magyaros: Huavej Csisu Juhszien Kungsze), röviden Huawei (IPA: [xwǎˈwěɪ],  hallgat, jelentése: „ragyogó teljesítmény”) a világ egyik vezető információs és kommunikációs technológiai vállalata, főként távközlési hálózatok kiépítésével, operációs és tanácsadói szolgáltatások nyújtásával, a fogyasztói piacra szánt kommunikációs eszközök gyártásával foglalkozik. A több mint 170 országban jelen levő Huawei a világ egyik legnagyobb okostelefon-gyártója, termékeit és szolgáltatásait a világ népességének közel egyharmada használja. A vállalat 16 kutatás-fejlesztési központot és 36 partnerekkel közös innovációs központot működtet világszerte, többek között az Egyesült Államokban, Németországban, Svédországban, Oroszországban, Indiában és Kínában.
A Huawei Technologies 2016-ban több mint 75 milliárd dolláros bevételt ért el, valamennyi – fogyasztói, távközlési szolgáltatói és vállalati IKT – üzletágát érintően az elmúlt tíz évben összesen több mint 38 milliárd dollárt fordított kutatás-fejlesztésre. Az Európai Szabadalmi Hivatal (EPO) jelentése szerint 2016-ban, az azt megelőző két évben is, a Huawei jelentette be a legtöbb szabadalmat Európában a digitális kommunikáció területén. A vállalat az összes szabadalmi bejelentést tartalmazó európai rangsorban 2390 szabadalommal a második helyre lépett.
2016-ban a Huawei 16 helyet lépett előre az Interbrand októberben közzétett 2016-os Best Global Brands (Legjobb Globális Márkák) listáján, így 2015-ös 88. helyezését 72. helyre javította, amivel a technológiai szektor egyik leggyorsabban növekvő márkája lett. A vállalat márkaértéke az Interbrand szerint közel 5835 millió dollár, amely az előző évi értékhez képest 18 százalékos növekedést jelent. 2016-ban emellett a Huaweit Kínában a legjobb fogyasztói elektronikai márkának (Best Consumer Electronics Brand) választották a felhasználók véleménye alapján, a GfK és Európa legnagyobb független kommunikációs ügynöksége, a Serviceplan Group által alapított „Best Brands 2016” kínai márkarangsorában.

## Története

### Alapítás
A Huaweit 1987-ben alapította Zsen Cseng-fej (Ren Zheng-fei) egykori katonatiszt, és egy, az alkalmazottak tulajdonában lévő magáncégként kezdte meg működését. Kezdetben egy telefonalközpontokat (PBX) gyártó hongkongi cég értékesítéseit végezte, 1990-ben azonban a vállalat önálló kutatásokba kezdett. Első áttörését 1992-ben érte el a telekommunikációs piacon, amikor bemutatta a saját fejlesztésű C&C08 digitális telefonközpontját, ami az akkori Kínában a legnagyobb kapacitású központnak számított. Eleinte kisebb városokban és vidéki körzetekben terjeszkedve a Huawei lassanként egyre nagyobb piaci részesedést szerzett magának, beszivárogva a főbb piacokra is.[forrás?]
1997-ben nyert el először pályázatot a Huawei tengerentúlra; a hongkongi Hutchison Whampoa cég számára szállítottak vezetékes hálózati eszközöket. Még ebben az évben elindult a vezeték nélküli GSM eszközök gyártása is. 1999-ben a cég megnyitotta a kutatási-fejlesztési (K + F) központját az indiai Bangalore városában, 2000-ben Stockholmban, 2001-ben pedig négy újabb K + F központ létesült az Egyesült Államokban.[forrás?]
2004-ben a Huawei folytatta külföldi terjeszkedését egy harmadik generációs hálózat létrehozásával a holland Telfort mobilszolgáltató részére. A szerződés több mint 25 millió dollárról szólt, ez volt a cég első jelentős európai fellépése.[forrás?]
2005-ben már a külföldi megrendelések száma meghaladta a cég belföldi forgalmát.[forrás?]

### A Huawei Magyarországon
A Huawei 2005-ben Budapesten kezdte meg magyarországi tevékenységét, a vállalat 200 millió EUR-t (mintegy 65 milliárd forint) fektetett be Magyarországon, amivel a második legnagyobb kínai befektetővé vált az országban. Termékeit és szolgáltatásait jelenleg Magyarország lakosságának a fele használja, és a Huawei az ügyfelei között tudhatja Magyarország valamennyi nagy távközlési szolgáltatóját is. A magyar leányvállalat az alapítása óta fontos bázisává vált a Huawei globális világának: 2009-ben az anyacég Magyarországon hozta létre európai ellátó- és logisztikai központját (ESC). Itt gyártják, és innen szállítják ki az okostelefonok kivételével a Huawei portfóliójában szereplő valamennyi terméket közel 55 célországba. Szintén Magyarországon kezdte meg működését tavaly a Huawei internet alapú televíziózás technológiai megoldásainak fejlesztésével foglalkozó nemzetközi innovációs központja is.
2015-től a Huawei a Magyar Vízilabda-szövetség támogatója.

#### Eredményei 2014-ben
A vállalat 10 éves történetének eddigi legnagyobb forgalmát könyvelhette el 2014-ben: a teljes forgalom 36-38 milliárd forint között alakult, amely 18 százalékos növekedést jelent a korábbi üzleti évhez képest. A Huawei három üzletága közül változatlanul a távközlési szolgáltatók üzletága (Huawei Carrier Network) teljesített legjobban a Magyarországon.
A hazai leányvállalat sikeres működését bizonyítja az is, hogy a közelmúltban a gyártás és a logisztika mellett új régiós feladatokat is kapott az ország: a Huawei ide helyezte az európai kontinens visszáru-kezelését, az alkatrész-ellátását és a javítását is. Ezzel a bővítéssel a cégcsoport a magyarországi történetének eddigi legnagyobb szolgáltatás-portfólióját tudhatja magáénak.
A Huawei Technologies Hungary az üzleti kategóriában 2014-ben elnyerte a Superbrands díjat.
A Huawei Technologies Hungary közvetlen alkalmazottainak száma 2014-ben 250 fő volt, akik jórészt a budapesti központban dolgoznak. Az Európai Ellátó Központ üzemeltetése partnercégeken keresztül zajlik, további több mint 2000 munkavállalóval.[forrás?]

#### Társadalmi felelősségvállalás
A Huawei társadalmi felelősségvállalási stratégiájában elkötelezte magát az oktatás, a szakemberképzés támogatása mellett. A Huawei társadalmi felelősségvállalási programja keretében „A Holnap Innovatív Vezetői” elnevezéssel ösztöndíjat alapított magyar egyetemisták számára 2011-ben. A vállalat öt éven keresztül évente 15 diáknak nyújt anyagi támogatást a Budapesti Corvinus Egyetemmel és a Budapesti Műszaki és Gazdaságtudomány Egyetemmel megkötött háromoldalú szerződés alapján. Az ösztöndíj célja, hogy a két felsőoktatási intézményben tanuló, a programba beválasztott diákok közelről tanulmányozhassák, illetve megismerhessék a legújabb telekommunikációs fejlesztéseket, technológiai trendeket. A pályázók közül a tanulmányi osztályzataik, illetve kutatói többletfeladataik, elért eredményeik alapján választják ki az adott esztendő ösztöndíjasait. A támogatást elnyerő diákok egy évre 2000 amerikai dollár hozzájárulást kapnak szakmai továbbképzésükhöz, és ennek részeként elutaznak a Huawei sencseni (shenzeni) kutató központjába.
„A Holnap Innovatív Vezetői” elnevezésű ösztöndíj mellett a Huawei „Távközlési magvak a jövőnek” (Telecom Seeds for the Future) címen tanulmányutat is meghirdetett magyar tehetséges fiatalok számára, 2014-ben először. A program a Huawei gyakorlatorientált tehetséggondozó képzése, amelyben a magyar fiatalok mellett több mint 20 ország – többek között Ausztrália, Franciaország, Hollandia, Nagy-Britannia, Németország, Marokkó, Indonézia, Svédország Thaiföld – hallgatói és oktatói vesznek részt. A tanulmányút célja, hogy az informatika oktatás során tanultak és az iparban szükséges gyakorlati tudás között lévő távolságot áthidalja. A program keretében 2014 nyarán tizenegy magyarországi egyetemi hallgató és oktató tanulmányozta két héten keresztül a távközlési technológiákat, ezen belül a következő generációs LTE- és 5G-mobilhálózatokat a Huawei negyvenezer főt foglalkoztató sencseni (shenzeni) központjában. 2020-ban Magyarországról rekord számú, közel 200 diák jelentkezett a covid-19 járvány miatt online megtartott kurzusokra, a jelentkezők közül 120 diákot vettek fel az egy hetes online képzésre. Túlnyomó többségük az Óbudai Egyetemről került ki.
A Huawei 2011 óta összesen 250 millió forintot fordított a magyarországi felsőoktatás támogatására, amelynek keretében a vállalat 108 fiatal szakember képzésében vállalt részt az elmúlt 5 évben. 2016 májusában győri Széchenyi István Egyetemmel kötött a vállalat hosszú távú oktatási és kutatási együttműködést, amelynek keretében a Huawei ősszel egy 128 processzormagos, 768 gigabájt memóriát tartalmazó nagy számítási teljesítményű szuper számítógépet adott át a felsőoktatási intézménynek.
2020-ban a Huawei bejelentette Fénylő csillag (Shining Star) programját, amivel 1 milliárd dollárral támogatja a fejlesztőket HMS eszközöket használó applikációk fejlesztésére.

## A Huawei termékei és szolgáltatásai

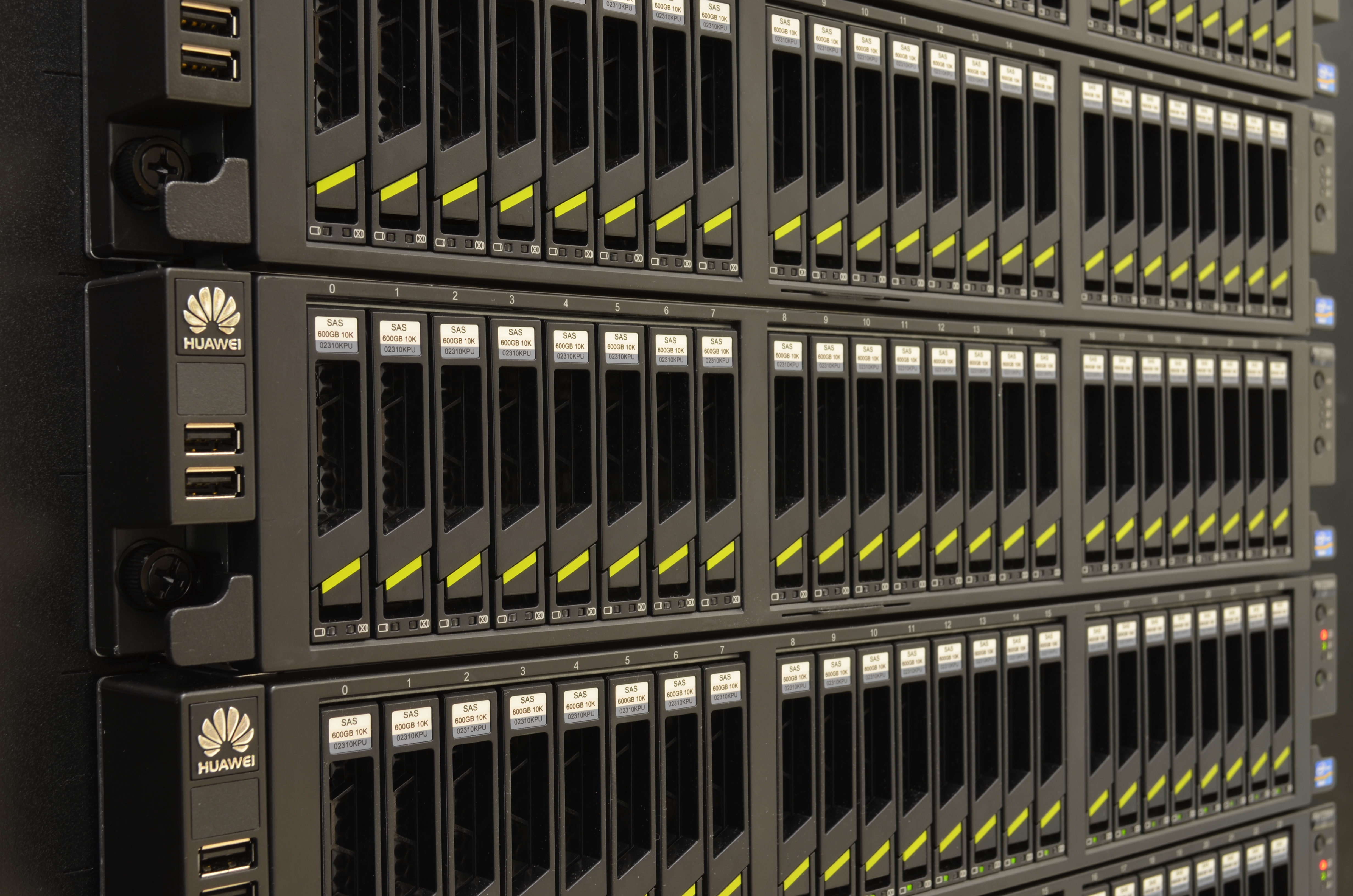
Huawei szerverek

### Telekommunikációs hálózatok
A Huawei hálózati technológiák és megoldások széles skáláját kínálja a távközlési szolgáltatók számára mobil széles sávú hálózataik kapacitásának növeléséhez. A Huawei alapkínálatában a mobil és rögzített softswitchek mellett következő generációs honos helyzet regiszterek (HLR – Home Location Register) és IP multimédia alrendszerek (IMS – Internet Protocol Multimedia Subsystems) szerepelnek. A Huawei az xDSL-t, a passzív optikai hálózatot (PON – Passive optical network) és az új generációs PON-t (NG PON) egy platformon támogató megoldásaival nyújt segítséget azoknak a tartalomszolgáltatóknak, akik a rézről az üvegszál használatára szeretnének áttérni. A cég ezenkívül a mobil infrastruktúra, a széles sávú hozzáférés, valamint a hálózatszolgáltató routerek és kapcsolók (SPRS) területén tevékenykedik. A Huawei szoftvertermékei között szerepelnek a „nyílt szolgáltatási platformok” (SDP – service delivery platform), BSS (Business Support System) rendszerek, RCS (Rich Communication Suite) technológiák, illetve a digitális otthon és mobil irodai megoldások.
2010-ben a Huawei-nek a távközlési hálózatokból 18,79 milliárd dollár bevétele származott. 2016-ban a Huawei hálózatokkal foglalkozó Carrier üzletága 41,8 milliárd dolláros árbevételt ért el.

### Huawei Global Services
A Huawei Global Services hálózatok kiépítéséhez és működtetéséhez szükséges felszereléssel látja el a távközlési szolgáltatókat, emellett tanácsadói és mérnöki szolgáltatásokat is kínál a működési hatékonyság javítására. Ezek közé tartoznak a mobil és vezetékes hálózati integrációs szolgáltatások, olyan biztosítási szolgáltatások, mint a hálózati védelem, illetve olyan képzések, mint a kompetencia tanácsadás.
2010-ben a Huawei 47 menedzselt szolgáltatásokra vonatkozó szerződést írt alá. Ugyanebben az évben a Huawei Global Services bevételei 28,6 százalékos növekedést értek el 4,82 milliárd dolláros értékükkel.

### Okostelefonok és telekommunikációs eszközök

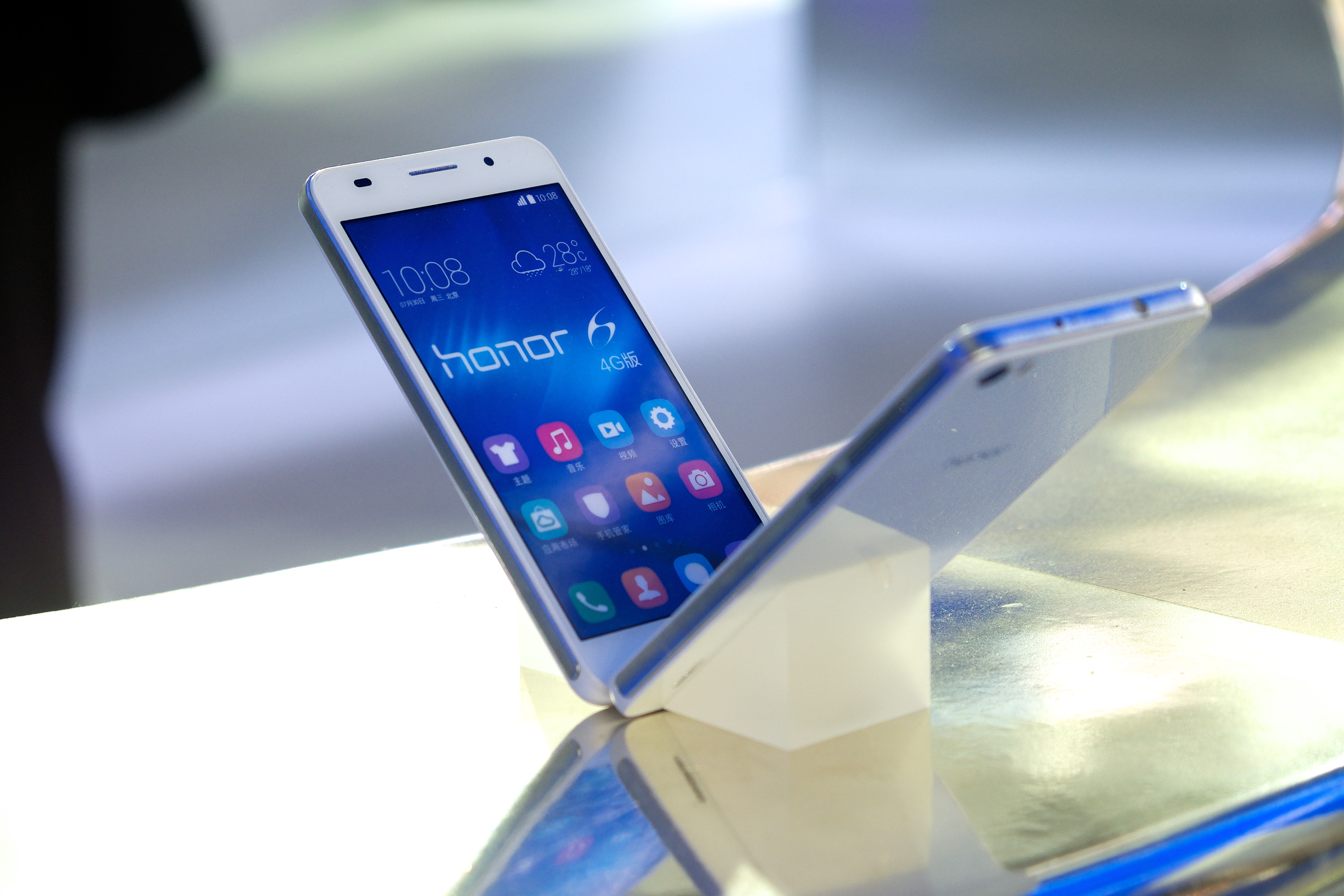
Honor 6 okostelefon. A Honor a Huawei másik márkája

A 2003-ban a Huawei Technologies leányvállalataként alapított Huawei Device egyike a vállalat három üzletágának, amely okostelefonokat, mobil széles sávú eszközöket, otthoni készülékeket és a készülékekhez tartozó szoftvereket kínál és fejleszt ügyfeleinek. A vállalat 2009-ben lépett az okostelefonok piacára, és 2016-ban már több mint 139 millió okostelefont szállított le. Ez 29 százalékos növekedést jelent 2015-höz képest, amely az IDC adatai alapján lényegesen nagyobb mértékű, mint a globális okostelefon piac 0,6 százalékos növekedése. A Huawei fogyasztói üzletága 2017 első negyedévében összesen 34,55 millió okostelefont szállított le, amely 21,6 százalékos növekedést jelent az előző évi értékhez képest. Az IDC adatai szerint a kínai vállalat részesedése az okostelefonok világpiacán 9,8 százalékra növekedett 2017 első három hónapjában, amellyel megerősítette pozícióját a világ harmadik legnagyobb okostelefon gyártójaként.
A Huawei 2012-ben kezdett el felső kategóriát megcélzó készülékeket gyártani, 2013-ban pedig betört a csúcskategóriás termékek piacára P6 okostelefonjával, amit 2014-ben a P7 követett. 2016-ban a legsikeresebb modell a német kameragyártó Leicával közösen tervezett dual kamerával felszerelt P9 okostelefon volt, ebből, illetve a P9 Plusból a vállalat több mint 10 milliót darabot adott el ebben az évben.
A vállalat a HUAWEI P9 sorozat és HUAWEI Mate 9 globális eladásainak köszönhetően jelentős növekedést ért el a prémium kategóriás okostelefonok piacán is: az idei első negyedévben a közép- és felső kategóriás telefonok (300 USD feletti árú készülékek) aránya 11 százalékkal haladta meg az előző évi értéket.
A GfK szerint az 500 dollár és az e feletti összegbe kerülő prémium telefonok piacán a Huawei részesedése 9,7 százalék volt 2017 februárjában, 9 országban pedig (többek között Kínában, Spanyolországban, Olaszországban, Lengyelországban és egyéb kulcsfontosságú piacokon) a 10 százalékot is elérte.
A P sorozat legújabb készülékeit, a P10-et és P10 Plust szintén Leica dual kamerával mutatta be a Huawei 2017 februárjában. A két telefont azóta a legjobb okostelefonnak (Best Photo Smartphone) választották a 2017-es TIPA Awards-on. A fotográfia „Oscarjaként” is emlegetett független nemzetközi megmérettetésen öt év után először díjaztak okostelefont, a nyerteseket a 27 tagú, a világ elsőszámú fotómagazinjainak szerkesztőiből álló zsűri választotta ki.

#### 5G, az új generációs mobilhálózat
A Huawei az 5G technológia, az új generációs mobilhálózat élenjáró kutatója és kidolgozója. A vállalat legalább 444 millió eurót fordít az technológia további fejlesztésére 2018-ig, és várakozásai szerint az első kereskedelmi 5G hálózatok 2020 végére indulnak el. Kapacitásuk pedig több mint ezerszeres lesz a mostani mobilhálózatok kapacitásához képest.
2014 nyarán a Huawei felkérésre csatlakozott az európai 5G Infrastruktúra Szövetség Tanácsához. A vállalatot a Tanácsban Dr. David Soldani, a vállalat Európai Kutatói Központjának munkatársa képviseli.

#### Operációs rendszer
A Huawei telefonok az Android alapú EMUI operációs rendszert használják. Az EMUI (eredeti nevén Emotion UI) első változata 2012 decemberében jelent meg, és az Android 4.0 változatára épült. Az EMUI nevet valójában a 2014 szeptemberében bevezetett 3.0 változattól kezdve használják. Az EMUI legfrissebb, 12-es változata 2022 elején jelent meg.
2019 májusában az Egyesült Államok – részben biztonsági kockázatokra hivatkozva, részben egy kereskedelmi háború egyik lépéseként – korlátozásokat vezetett be a Huawei termékeivel kapcsolatban. Ennek következményeképp a Google (az EMUI alapját jelentő Android fejlesztője) megvonta a támogatást a 2019. május 15. után rendszerbe állított Huawei eszközöktől. A Huawei válaszképpen 2019 augusztusában bejelentette, hogy Harmony OS néven saját operációs rendszert fejlesztett ki, amely új eszközein át fogja venni az Android helyét. 2021 júniusától az új Huawei eszközök már a Harmony OS-t használják, és számos korábbi eszközre is letölthető az új operációs rendszer 2.0 változata.

#### 4G LTE mobilhálózat
A Huawei 2014-ben sorozatban mutatta be újabb 4G LTE-képes termékeit, kezdve januárban a Mate2 4G-vel a CES-en, amit a februári GSMA Mobil Világkongresszuson egy egész 4G-termékcsalád követett, olyan készülékekkel, mint például az M1 táblagép. A vállalat májusban bemutatta a szintén 4G LTE-képes P7, a berlini IFA kiállításon pedig a Mate7 és G7 készülékeket.

#### „Groufie”
A „groufie” az angol „group” (csoport) és „selfie” szavakból alkotott kifejezés, „csoportos selfie”-t jelent. A szót a Huawei alkotta meg P7 okostelefonjának piacra bocsátása kapcsán 2014 tavaszán, és le is védette az Amerikai Egyesült Államokban, Franciaországban, Kínában, Németországban és Oroszországban. A „groufie” a Huawei készülékek előlapi kamerájával és panoráma funkcióval készített selfie, amin a háttér is szerepet kap.

## Szponzorációs tevékenység
A Huawei partneri megállapodásokat indított 2013-ban világszerte a „Make it possible” („Tedd lehetségessé”) márkaüzenet felépítése érdekében. Ennek keretében olyan futballcsapatokkal kötött szponzorációs megállapodást, mint az AC Milan, az új-zélandi Wellington Phoenix és a Borussia Dortmund (BVB). A BVB együttműködés keretében a Huawei a klub Champion fokozatú technológiai partnerévé vált és a klub Signal Iduna Park stadionjában Németország egyik legnagyobb, szabadon hozzáférhető vezeték nélküli LAN-infrastruktúráját építi ki.
A Huawei emellett a spanyol profi labdarúgó liga, a Liga de Fútbol Profesional (LFP) globális technológiai partnerévé vált 2013 novemberében. A partneri együttműködés keretében a Huawei előre telepíti a liga hivatalos alkalmazását a Spanyolországban értékesített telefonjaira, továbbá felhasználhatja az LFP emblémáját és a játékosok fotóit saját promóciós anyagaiban.
A Huawei az Arsenal Football Club hivatalos okostelefon-partnere lett 2014 januárjában. A globális megállapodás a 2015/16-os szezon végéig szól. Ennek keretében a Huawei 2014 júliusában mutatta be új 4G LTE képes prémium kategóriás okostelefonjának a Huawei P7 Arsenal Edition névre keresztelt limitált kiadású változatát. A fekete borítású telefon hátlapján a futball klub címere található, és a készülék használója számos, a klub életéhez köthető háttérképből választhat. A Yakatak alkalmazással a szurkolók folyamatában követhetik a meccsek híreit, illetve közösségi hálókon regisztrált barátaikkal is chatelhetnek az Arsenalról és egyéb labdarúgóklubokról.
A Huawei 2014 márciusában a madridi Rayo Vallecano futballklub mezszponzora lett a Real Madrid és a Bilbao ellen játszott két liga fordulóra.
A Huawei 2014 áprilisában a Paris Saint-Germain futball csapattal írt alá 3 szezonra szóló együttműködés, amely értelmében a vállalat a klub „Hivatalos Partnere”. Az együttműködés keretében a Huawei legújabb okostelefonjaival és tabletjeivel látja el klubot.
Magyarország
2015-től 2016-ig a Huawei a Magyar Vízilabda Szövetség partnere volt.
2016 májusában a Huawei az MVM Veszprém kézilabda-csapattal kötött együttműködési szerződést.
Hosszú Katinka
A Huawei 2017 áprilisában jelentette be, hogy új kampányának arca Hosszú Katinka lett. A háromszoros olimpiai, ötszörös világ- és tizenháromszoros Európa-bajnok úszónő a Huawei legújabb csúcstelefonját, a P10-et népszerűsíti többek közt TV-reklámokban, valamint közterületi és online hirdetési felületeken. A „Tökéletes Portré” nevet viselő kampány fókuszában az emberi arc áll, utalva a készülék kamerájának portréfotózáshoz kifejlesztett képességeire.

## Partneri megállapodások, együttműködések
Leica Camera AG
A Huawei fogyasztói üzletága és a Leica Camera AG 2016. február 25-én jelentette be hosszú távú stratégiai együttműködését. A két cég közötti partneri megállapodás felöleli a kutatás-fejlesztés, a design, mérnöki munka, a felhasználói élmény, valamint a marketing és a kereskedelmi terjesztés területeit.
A partnerség első eredménye a Huawei P9 és P9 Plus okostelefonok voltak, amelyek a Leicával közösen tervezett dual kamerával kerültek az üzletekbe 2016 áprilisában. 2017 februárjában a P10 és P10 Plus készülékek követték őket, előbbi Summarit f/2.2, utóbbi Summilux-H szenzoros, f/1.8 rekeszértékkel. A két telefont 2017 áprilisában a TIPA Awards a legjobb okostelefonnak (Best Photo Smartphone) választotta.
2016 szeptemberében a Huawei és a Leica Camera AG bejelentette közös kutatás-fejlesztési és innovációs központját, a Max Berek Innovációs Labort, ahol elsősorban az optikai rendszerek és szoftveralapú technológiák területén végeznek további fejlesztéseket, azzal a céllal, hogy a fotográfiai és mobileszköz alkalmazások széles körében biztosítanak jobb képminőséget. A Leica székhelyén, a németországi Wetzlarban épülő központban emellett a számítógépes képalkotás, a virtuális-és a kiterjesztett valóság területén is végeznek fejlesztéseket.
2015
A Huawei és a Google 2015 szeptemberében mutatta be a Nexus 6P okostelefont, 2017 elején pedig a Nexus 6P arany változatát is.
2016
A Huawei 2015 szeptemberében mutatta be az első, Harman/Kardonnal, a világszerte elismert high-end Hi-Fi audio-videó berendezéseket gyártó és forgalmazó céggel együttműködésben készített táblagépét. 2016-ban a Harman/Kardon a legmodernebb Clari-Fi zenetárolási technológiáját építette a Huawei M2 tabletjébe.
2016 januárjában a Huawei a világhírű Swarovskival a CES-en bemutatta a HUAWEI WATCH Jewelt, a világ első, kifejezetten a nők számára tervezett okosóráját.
2017
2017-ben a Huawei a Pantone Color Intézettel, a londoni Saatchi Galleryvel, valamint a Londoni Művészeti Egyetem Central Saint Martins nevű művészeti és design központjával is partneri megállapodást kötött. Ennek keretében az intézmény hatvan diákját kérték fel arra, hogy a HUAWEI P10 okostelefon számára kiegészítőket tervezzenek.
A Huawei és a Vogue pedig egy olyan projekt keretében egyesítette erőit, amely tíz ikonikus fotót alkotna újra az új HUAWEI P10 okostelefonnal fotózva. A képek Pekingben, az Ullens Kortárs Művészeti Központban (Ullens Center for Contemporary Art, UCCA) kerülnek kiállításra.

## Problémák

### Biztonsági kockázatok

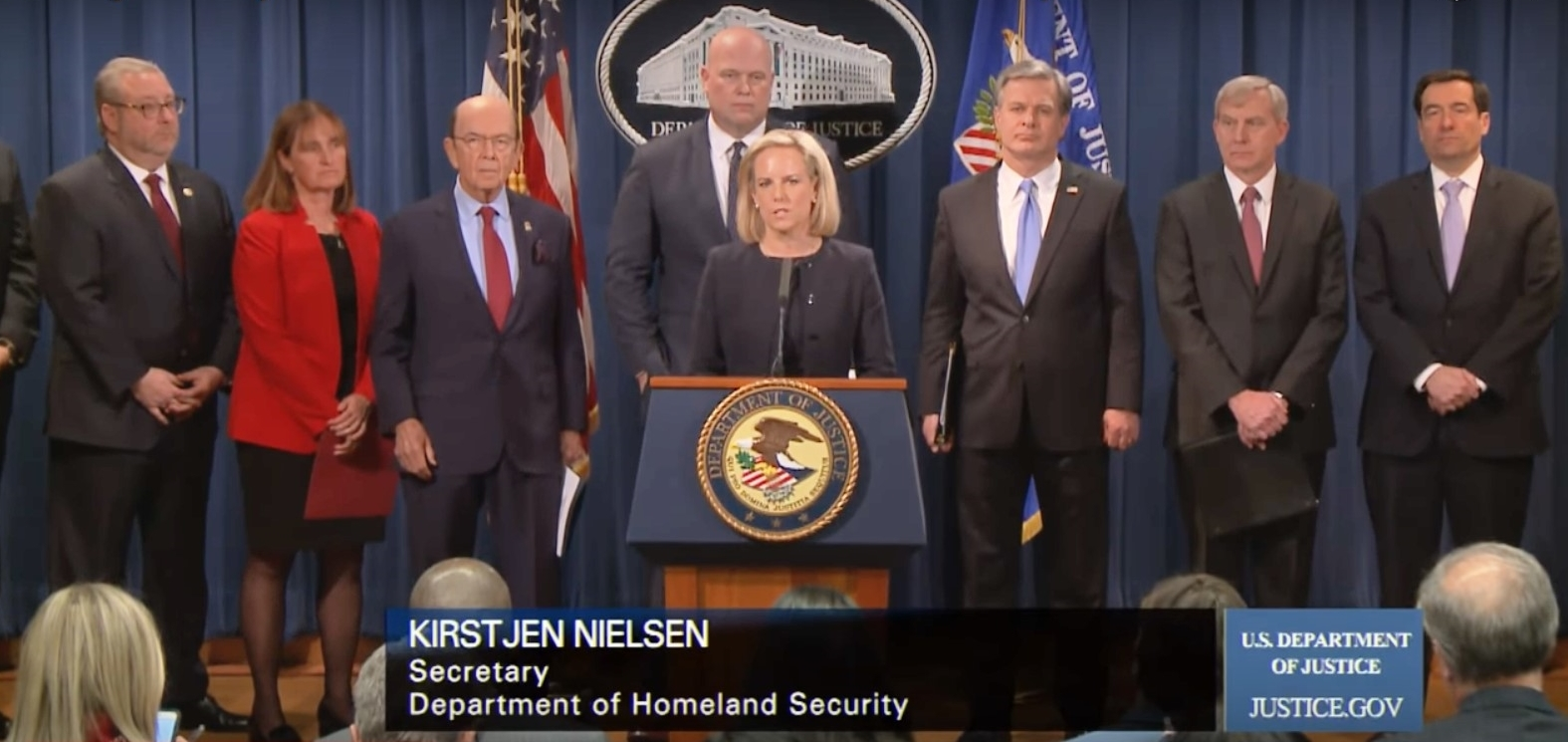
Kirstjen Nielsen, az Egyesült Államok belbiztonsági minisztere, Matthew Whitaker ügyvéd, Wilbur Ross kereskedelmi miniszter és Christopher Wray, az FBI igazgatója 2019-ben 23 bűncselekmény gyanúját jelentette be a Huawei és Meng Vang-csou (Meng Wang-zhou) ellen

Az USA-ban azzal támadták a Huaweit, hogy a termékeit úgy tervezi, hogy az jogtalan hozzáférhetőséget biztosítson a kínai kormány, és a kínai népi felszabadító hadsereg számára,
mivel a cég alapítója, Zsen Cseng-fej (Ren Zhengfei ) a hadseregnél dolgozott mérnökként az 1980-as évek elején.
2012. október 8-án az Amerikai Egyesült Államokban a kongresszus hírszerzési vizsgálóbizottsága kiadott egy közleményt, amiben a Huaweit nemzet biztonsági kockázatnak nevezték. A bizottság szerint meg kell akadályozni, hogy a Huawei „bármilyen üzleti tevékenységet folytasson az amerikai kormánnyal”, és emellett azt állította, hogy a távközlési gyártó esetlegesen megszegte a bevándorlás, a megvesztegetés, a korrupció és a szerzői jogok megsértésére vonatkozó szabályokat. Viszont egy későbbi, a Fehér Ház által elrendelt felülvizsgálat során nem találtak konkrét bizonyítékot, amely alátámasztaná a jelentésben megfogalmazott kémkedési állításokat.